# Lophocalotes
Lophocalotes – rodzaj jaszczurek z podrodziny Draconinae w obrębie rodziny agamowatych (Agamidae).

## Zasięg występowania
Rodzaj obejmuje gatunki występujące endemicznie na obszarze Sumatry w Indonezji.

## Systematyka

### Etymologia
Lophocalotes: gr. λοφος lophos „czubek”; rodzaj Calotes Cuvier, 1817.

### Podział systematyczny
Do rodzaju należą następujące gatunki:
- Lophocalotes achlios Harvey, Scrivani, Shaney, Hamidy, Kurniawan & Smith, 2018
- Lophocalotes ludekingi (Bleeker, 1860)